# Lijst van voetbalinterlands Egypte - Liberia
Deze lijst van voetbalinterlands is een overzicht van alle officiële voetbalwedstrijden tussen de nationale teams van Egypte en Liberia. De Afrikaanse landen hebben tot op heden zeven keer tegen elkaar gespeeld. De eerste ontmoeting was een kwalificatiewedstrijd voor het Wereldkampioenschap voetbal 1990 op 6 januari 1989 in Caïro. Het laatste duel, een vriendschappelijke wedstrijd, werd gespeeld op 27 september 2022 in Alexandrië.

## Wedstrijden
| № | Plaats     | Datum             | Competitie           | Wedstrijd        | Uitslag |
| - | ---------- | ----------------- | -------------------- | ---------------- | ------- |
| 1 | Caïro      | 6 januari 1989    | WK 1990 kwalificatie | Egypte − Liberia | 2 − 0   |
| 2 | Monrovia   | 25 juni 1989      | WK 1990 kwalificatie | Liberia − Egypte | 1 − 0   |
| 3 | Accra      | 6 april 1997      | WK 1998 kwalificatie | Liberia − Egypte | 1 − 0   |
| 4 | Caïro      | 17 augustus 1997  | WK 1998 kwalificatie | Egypte − Liberia | 5 − 0   |
| 5 | Alexandrië | 7 november 2019   | Vriendschappelijk    | Egypte − Liberia | 1 − 0   |
| 6 | Alexandrië | 30 september 2021 | Vriendschappelijk    | Egypte − Liberia | 2 − 0   |
| 7 | Alexandrië | 27 september 2022 | Vriendschappelijk    | Egypte − Liberia | 3 − 0   |

## Samenvatting
| Competitie        | Totaal gespeeld | Winst Egypte | Gelijk | Winst Liberia | Doelsaldo Egypte – Liberia |
| ----------------- | --------------- | ------------ | ------ | ------------- | -------------------------- |
| WK-kwalificatie   | 4               | 2            | 0      | 2             | 7 − 2                      |
| Vriendschappelijk | 3               | 3            | 0      | 0             | 6 − 0                      |
| Totaal            | 7               | 5            | 0      | 2             | 13 − 2                     |

Wedstrijden bepaald door strafschoppen worden, in lijn met de FIFA, als een gelijkspel gerekend.
EFA · A-internationals · Selecties · Bondscoaches · Egyptisch vrouwenelftal · Olympisch elftal · Egypte U21 · Egypte U20 · Egypte U19 · Egypte U18 · Egypte U17
1920 – 1929 · 
1930 – 1939 · 
1940 – 1949 · 
1950 – 1959 · 
1960 – 1969 · 
1970 – 1979 · 
1980 – 1989 · 
1990 – 1999 · 
2000 – 2009 · 
2010 – 2019 ·
2020 − 2029
WK 1934 · 
WK 1990 · 
WK 2018
OS 1924 · 
OS 1928 · 
OS 1936 · 
OS 1948 · 
OS 1952 · 
OS 1960 · 
OS 1964 · 
OS 1968 · 
OS 1992 · 
OS 2012 · 
OS 2020
1920 · 
1921–1923 · 
1924 · 
1925–1927 · 
1928 · 
1929–1931 · 
1932 · 
1933 · 
1934 · 
1935 · 
1936 · 
1937–1947 · 
1948 · 
1949 · 
1950 · 
1952 · 
1952 · 
1953 · 
1954 · 
1955 · 
1956 · 
1957 · 
1958 · 
1959 · 
1960 · 
1961 · 
1962 · 
1963 · 
1964 · 
1965 · 
1966 · 
1967 · 
1968 · 
1969 · 
1970 · 
1971 · 
1972 · 
1973 · 
1974 · 
1975 · 
1976 · 
1977 · 
1978 · 
1979 · 
1980 · 
1981 · 
1982 · 
1983 · 
1984 · 
1985 · 
1986 · 
1987 · 
1988 · 
1989 · 
1990 · 
1991 · 
1992 · 
1993 · 
1994 · 
1995 · 
1996 · 
1997 · 
1998 · 
1999 · 
2000 · 
2001 · 
2002 · 
2003 · 
2004 · 
2005 · 
2006 · 
2007 · 
2008 · 
2009 · 
2010 · 
2011 · 
2012 ·
2013 ·
2014 ·
2015 ·
2016 ·
2017 ·
2018 ·
2019 ·
2020 ·
2021 ·
2022 ·
2023 ·
2024
Algerije ·
Angola ·
Argentinië ·
Australië ·
Bahrein ·
België ·
Benin ·
Bolivia ·
Bosnië en Herzegovina ·
Botswana ·
Brazilië ·
Bulgarije ·
Burkina Faso ·
Burundi ·
Canada ·
Centraal-Afrikaanse Republiek ·
Chili ·
China ·
Colombia ·
Comoren ·
Congo-Brazzaville ·
Congo-Kinshasa ·
DDR ·
Denemarken ·
Djibouti ·
Duitsland ·
Engeland ·
Equatoriaal-Guinea ·
Estland ·
Ethiopië ·
Finland ·
Frankrijk ·
Gabon ·
Georgië ·
Ghana ·
Griekenland ·
Guinee ·
Guinee-Bissau ·
Hongarije ·
Ierland ·
Indonesië ·
Irak ·
Iran ·
Italië ·
Ivoorkust ·
Jamaica ·
Japan ·
Jemen ·
Joegoslavië ·
Jordanië ·
Kaapverdië ·
Kameroen ·
Kenia ·
Koeweit ·
Kroatië ·
Libanon ·
Liberia ·
Libië ·
Litouwen ·
Luxemburg ·
Madagaskar ·
Malawi ·
Mali ·
Malta ·
Marokko ·
Mauritanië ·
Mauritius ·
Mexico ·
Mozambique ·
Namibië ·
Nederland ·
Nieuw-Zeeland ·
Niger ·
Nigeria ·
Noord-Korea ·
Noord-Macedonië ·
Noorwegen ·
Oeganda ·
Oman ·
Oostenrijk ·
Palestina ·
Polen ·
Portugal ·
Qatar ·
Roemenië ·
Rusland ·
Rwanda ·
Saoedi-Arabië ·
Schotland ·
Senegal ·
Sierra Leone ·
Slowakije ·
Soedan ·
Somalië ·
Spanje ·
Swaziland ·
Syrië ·
Tanzania ·
Thailand ·
Togo ·
Trinidad en Tobago ·
Tsjaad ·
Tsjecho-Slowakije ·
Tunesië ·
Turkije ·
Uruguay ·
Verenigde Arabische Emiraten ·
Verenigde Staten ·
Wit-Rusland ·
Zambia ·
Zimbabwe ·
Zuid-Afrika ·
Zuid-Jemen ·
Zuid-Korea ·
Zuid-Soedan ·
Zweden ·
Zwitserland
Kameroen (2017) ·
Rusland (2018) ·
Saoedi-Arabië (2018) ·
Uruguay (2018)
LFA · Liberiaans vrouwenelftal
Interlands
Tegenstander:
Algerije ·
Angola ·
Benin ·
Botswana ·
Burkina Faso ·
Burundi ·
Centraal-Afrikaanse Republiek ·
Colombia ·
Congo-Brazzaville ·
Congo-Kinshasa ·
Djibouti ·
Egypte ·
Equatoriaal-Guinea ·
Ethiopië ·
Gabon ·
Gambia ·
Ghana ·
Guinee ·
Guinee-Bissau ·
Indonesië ·
Irak ·
Ivoorkust ·
Kaapverdië ·
Kameroen ·
Kenia ·
Lesotho ·
Libië ·
Madagaskar ·
Malawi ·
Maleisië ·
Mali ·
Marokko ·
Mauritanië ·
Mauritius ·
Mexico ·
Namibië ·
Niger ·
Nigeria ·
Oeganda ·
Oman ·
Papoea-Nieuw-Guinea ·
Rwanda ·
Sao Tomé en Principe ·
Senegal ·
Sierra Leone ·
Soedan ·
Tanzania ·
Thailand ·
Togo ·
Tsjaad ·
Tunesië ·
Zambia ·
Zimbabwe ·
Zuid-Afrika